# Камышта (приток Абакана)
Камышта (хак. Ӧӧк, Хамыстығ) — река в Южно-Минусинской котловине, левый приток реки Абакан (впадает в 75 км от устья).
Длина — 52 км, площадь водосбора — 880 км². Протекает по территории Аскизского района Хакасии. Камышта вытекает из болота, расположенного в долине реки Ниня (бассейн реки Уйбат), немного северо-западнее села Камышта.
Абсолютная высота истока — около 500 м, устья — 300 м. Река имеет 6 притоков, некоторые из них при впадении теряются в заболоченной пойме реки. Наиболее крупные Большой Сыр (дл. 35 км), Узунчул (15 км). Степная, течение спокойное. Водный режим характеризуется весенним половодьем (расход воды — ок. 1,5-2,0 м³/с), летне-осенней и зимней меженью (расход ок. 0,15-0,3 м³/с), летними дождевыми паводками, когда повышение уровня воды в реке достигает 0,6 м. Низкие расходы воды в реке связаны с малым количеством атмосферных осадков в бассейне реки, подпиткой грунтовыми водами болот. Зимой река во многих местах перемерзает, образуя большие наледи. Водные ресурсы используются для орошения и сельскохозяйственного водоснабжения, в связи с чем на реке созданы каскады прудов. В настоящее время объёмы водопотребления на сельскохозяйственные нужды снижаются.

## Данные водного реестра
По данным государственного водного реестра России относится к Енисейскому бассейновому округу. Речной бассейн реки — Енисей, речной подбассейн реки — Енисей между слиянием Большого и Малого Енисея и впадением Ангары, водохозяйственный участок реки — Енисей от Саяно-Шушенского гидроузла до впадения реки Абакан.